# Старчак Іван Миколайович
Іван Миколайович Старчак (2 січня 1902, станиця Шелковська Терської області, тепер Шелковського району Чеченської Республіки, Російська Федерація — 25 серпня 1985, місто Грозний) — радянський діяч, голова виконавчого комітету Грозненської обласної ради депутатів трудящих. Депутат Верховної Ради СРСР 2-го скликання.

## Життєпис
Народився 21 грудня 1901 (2 січня 1902) року в козацькій родині.
З березня 1920 по грудень 1921 року служив у військах Всеросійської надзвичайної комісії (ВЧК). З серпня 1922 по листопад 1924 року — служба у військах ВЧК—ДПУ—ОДПУ.
У січні 1925—1929 роках — член та голова Шелковської станичної ради; завідувач Кизлярського окружного земельного відділу Дагестанської АРСР.
Член ВКП(б) з 1928 року.
У 1929—1932 роках — голова виконавчого комітету Шелковської районної ради Дагестанської АРСР.
У 1932—1938 роках — начальник «Меліогідробуду» Дагестанської АРСР; директор Кая-Сулинської машинно-тракторної станції, директор Шелковської машинно-тракторної станції Орджонікідзевського краю.
У 1938—1944 роках — заступник голови виконавчого комітету, голова виконавчого комітету Кизлярської окружної ради Орджонікідзевського краю.
Учасник німецько-радянської війни. З 1941 року — начальник III-го району I-го польового будівництва 10-ї саперної армії РСЧА. У 1942 році командував партизанським загоном.
У березні 1944 — 1949 року — голова виконавчого комітету Грозненської обласної ради депутатів трудящих.
З 1949 по 1952 рік навчався у Вищій партійній школі при ЦК ВКП(б).
У 1952—1954 роках — завідувач сільськогосподарського відділу Дагестанського обласного комітету КПРС.
У 1954 — січні 1957 року — начальник Грозненського обласного управління водного господарства. У січні 1957 — квітні 1958 року — начальник Управління водного господарства Організаційного комітету Верховної Ради РРФСР по Чечено-Інгуській АРСР.
16 квітня 1958 — 1963 року — міністр водного господарства Чечено-Інгуської АРСР.
З 1963 року — на пенсії в місті Грозному.

## Нагороди та відзнаки
- орден Вітчизняної війни І ст. (1945)
- орден Трудового Червоного Прапора (1948)
- орден «Знак Пошани» (1944)
- медалі